# Пергамент, Михаил Яковлевич
Михаил Яковлевич Пергамент (28 июля [9 августа] 1866, Феодосия — 21 февраля 1932, Ленинград) — российский учёный-правовед, цивилист. Старший брат члена II Государственной думы от города Одессы О. Я. Пергамента.

## Биография
Родился в еврейской семье в Феодосии 28 июля (9 августа) 1866 года. Учился в Одессе, сначала в Ришельевской гимназии, затем на юридическом факультете Новороссийского университета, который окончил в 1890 году с дипломом 1-й степени и золотой медалью. С 1891 года был оставлен при университете для подготовки к профессорскому званию и в 1893 году командирован на два года заграницу с учёной целью — посещал Гейдельбергский и Берлинский университеты. Известно, что на рубеже XIX—XX веков в Берлине приготовлялась к профессорской деятельности небольшая группа талантливых русских молодых учёных, командированных за счёт правительства за границу в специально организованной семинарии. В их число входили Л. И. Петражицкий, Д. Д. Гримм, М. Я. Пергамент и другие. Как образно заметил Г. К. Гинс: «Они проходили суровую школу науки. Немецкие учёные подчиняли строгой научной дисциплине своенравный славянский гений».
В 1896 году стал приват-доцентом Новороссийского университета. В 1903—1906 годах — экстраординарный профессор гражданского права в Юрьевском университете; в 1906—1911 годах в качестве экстраординарного профессора читал лекции на кафедре гражданского права юридического факультета Санкт-Петербургского университета. Также с 1907 по 1918 годы преподавал на петербургских Высших женских курсах, с 1910 года состоял деканом юридического факультета.
В 1911—1916 годах он был соредактором отдела политических и юридических наук в «Новом энциклопедическом словаре».
Был членом Кадетской партии. Указом Временного правительства от 26 апреля 1917 года, с 1 мая был назначен сенатором, присутствующим в 4-м департаменте Сената.
После революции в 1917 году был восстановлен в профессорской должности в Петроградском университете; сначала на юридическом факультете, с 1919 года — ФОН (читал лекции по Истории институтов частного права и вёл семинар по гражданскому праву). Был одним из первых дореволюционных учёных, выбравших сотрудничество с советской властью; с первых лет возобновления дипломатических отношений с иностранными государствами свои знания посвятил работе в органах внешних сношений. Однако известно, что в числе других бывших кадетов в 1919 году был арестован. С 1921 года работал Наркомате иностранных дел — консультант и руководитель комиссий по расчётам, предусмотренным мирными договорами. Известно, что в 1922 году, он входил в состав Петербургского университетского совета и возглавлял в Петрограде правовой научно-исследовательский институт. Об этом сообщала заметка, напечатанная в берлинской газете «Руль», перепечатанная затем в харбинской газете «Русский голос». Сведения были взяты из справочника «Весь Петроград — 1922 год». «В конце августа 1922 года, — сообщала другая газета, — он вышел из состава университетского совета в виде протеста против назначения ректора университета, которого он считал неприемлемым».
В 1923 году он был сначала заместителем председателя, а затем и председателем советской делегации в комиссии по расчётам с Польшей в Варшаве. В середине 1924 года был направлен в Пекин в качестве ответственного консультанта полномочного представительства СССР в Китае. В ноябре 1924 года в Пекине была напечатана его рецензия на книгу В. А. Рязановского «Лекции по гражданскому праву», Владивосток-Харбин: 1922—1924. В 1925 году юридический факультет в Харбине приглашал его на экономическое отделение по кафедре современного гражданского права. Однако он от предложения отказался и в Харбин не приехал. Между тем связи с юридическим факультетом он не терял: впоследствии, он в качестве неофициального оппонента дал отзыв на докторскую диссертацию В. А. Рязановского «Монгольское право (преимущественно обычное). Исторический очерк», заслушанный на факультете 25 июня 1931 года (провести защиту диссертации тогда не удалось в связи с начавшимися маньчжурскими событиями и она была отложена на неопределённый срок).
В 1927 году вернулся в Ленинград, где возобновил свою академическую деятельность, продолжая оставаться ответственным консультантом наркомата иностранных дел. В 1928—1930 годах был сотрудником Публичной библиотеки в Ленинграде. С 1930 года персональный пенсионер.
Умер 21 февраля 1932 года в Ленинграде. Похоронен на Смоленском православном кладбище.

## Основные труды
- Юридическая природа реальной унии: Исслед. М. Пергамента. — Одесса: тип. Шт. войск Одес. воен. окр., 1893. — X, 136 с.
- Договорная неустойка и интерес в римском и современном гражданском праве / М. Я. Пергамент. — Одесса: «Экон.» тип., 1899. — XII, [2], 349 с. 
  - Договорная неустойка и интерес / Проф. М. Я. Пергамент. — 2-е изд., пересмотр. и доп. — Москва: кн. маг. И. К. Голубева п/ф. «Правоведение», 1905. — XII, [2], 354 с.
- О книге барона А. Э. Нольде: «Очерки по истории кодификации местных гражданских законов» / М. Я. Пергамент. — Санкт-Петербург: Сенат. тип., 1907. — [2], 23 с.
  - Барон А. Э. Нольде. Очерки по истории кодификации местных гражданских законов при графе Сперанском. Вып. 1. Попытка кодификации литовско-польского права. Санкт-Петербург, 1906 [Текст] / М. Я. Пергамент. // Журнал Министерства юстиции. — 1907. — № 9, Ноябрь. — С. 274—296.
- Памяти Генриха Дернбурга/ [Соч.] М. Я. Пергамента, проф. С.-Петерб. ун-та. — Санкт-Петербург: тип. т-ва «Обществ. польза», 1908. — 32 с.
- К вопросу о правоспособности юридического лица / [Соч.] М. Я. Пергамента, проф. С.-Петерб. ун-та. — Санкт-Петербург: тип. т-ва «Обществ. польза», 1909. — 35 с.
- Юбилей Женевского университета, 1559—1909. — С.-Петербург: Сенатская Типография, 1910. — 16 с.
- Обозрение исторических сведений о составлении свода местных законов западных губерний / Изд. по поруч. Юрид. фак. Имп. С.-Петерб. ун-та: М. Я. Пергамент, проф. и А. Э. Нольде, прив.-доц. — Санкт-Петербург, 1910. — [4], 64 с.
- Памяти двух русских цивилистов: Энгельман и Шершеневич. — С.-Петербург: Типография т-ва «Общественная Польза», 1913. — 14 с.
- Учение Лейбница о праве наследования / Проф. М. Я. Пергамент. — Москва: типо-лит. т-ва И. Н. Кушнерев и К°, 1914. — [2], 14 с.  Архивная копия от 27 октября 2010 на Wayback Machine
- Новейший фазис в вопросе о праве наследования государства / Проф. М. Я. Пергамент. — Санкт-Петербург: тип. т-ва «Обществ. польза», 1914. — 27 с.
- Война и «непреодолимая сила» / Проф. М. Я. Пергамент. — Петроград: тип. т-ва «Обществ. польза», 1914. — 23 с.
- Памяти Александра Владимировича Завадского. — Петроград: Типография т-ва «Общественная Польза», 1915. — 11 с.
- В юридической аудитории Павийского университета в лето от Р. Х. 1891-е / М. Я. Пергамент. — Казань: лито-тип. И. Н. Харитонова, 1916. — 20 с.
- Памяти Рэмона Салейля. (1855—1912) / Проф. М. Я. Пергамент. — Петроград: тип. бр. В. и И. Линник, 1916. — 32 с.
- К сенатской практике по горному праву / Проф. М. Я. Пергамент. — Петроград: тип. Брокгауз-Ефрон, 1917. — 43 с.
- О государственной страховой монополии: Протокол Заседания Юрид. комис. Петрогр. отд. Ин-та фин.-экон. исследований / Доклад проф. М. Я. Пергамента; Глав. правл. гос. страх. (Госстрах). — М.: Мосполиграф 10-я тип. «Заря коммунизма», 1923. — 14 с.
- Новейший обмен мнений по вопросу об экстерриториальности в Китае. — Харбин: Тип. Кит. вост. ж. д., 1925. — 34 с.
- К обесценению бумажных денег: Несколько слов о его правовых последствиях. — Харбин: Тип. Кит. вост. ж. д., 1926. — 26 с.
- О юридической природе так называемого дипломатического квартала в Пекине: (Из неопубл. материалов) / Проф. М. Я. Пергамент. — Харбин: Тип. Кит. вост. ж. д., 1926. — 88 с.

### Некоторые статьи
- Юридическая квалификация гражданского процесса // Памяти Александра Владимировича Завадского. Сборник статей по гражданскому и торговому праву и гражданскому процессу / Антропов И. А., Васильев Н. А., Гольмстен А. Х., Гордон В. М., и др. — Казань: Лито-тип. т-во «Умид», 1917. — [XI], 224 c. — С. 64—77.
- К правовому положению иностранцев в Китае // Рев. законность. 1926. № 15/18
- Из воспоминаний юриста в Китае // Рабочий суд. 1927. № 23
- Памяти Анатолия Федоровича Кони // Право и жизнь. 1928. № 2/3;
- К инциденту с нашим золотом в США // Рабочий суд. 1928. № 7
- Главнейшие отличительные черты нашего будущего закона об изобретениях: Сравнит.-правовой очерк // Вест. К-та по делам изобретений. 1929. № 12
- Китайское гражданское уложение // Рабочий суд. 1929. № 19/20
- Новейший труд о промышленных правах // Вест. К-та по делам изобретений. 1930. № 3 — С. 22-29.
- Американское законодательство о патентах, о промышленных образцах и товарных знаках // Рабочий суд. — 1930. — № 12; 1931. — № 1.

## Ученики
- В. К. Райхер
- А. Е. Семенова (Вайнштейн)
- В. Н. Кропачева
- Василий Михайлович Догадов
- Мария Александровна Лойко
- Иван Сергеевич Перетерский
- Екатерина Абрамовна Флейшиц

## Семья
Был женат на дочери крестьянина Елизавете Андреевне Крузоне.